# Jivina, Mladá Boleslav
Jivina là một làng thuộc huyện Mladá Boleslav, vùng Středočeský, Cộng hòa Séc.